# Зимові Дефлімпійські ігри 1995
XIII Зимові Дефлімпійські ігри пройшли в м. Юлляс, Фінляндія, з 13 по 19 березня 1995 року. У змаганнях взяло участь 258 спортсменів із 18 країн. Юлляс — найпівнічніша точка у світі, де коли-небудь проводилися Дефлімпійські ігри.

## Дисципліни
Змагання пройшли з 3 спортивних дисциплін.

### Індивідуальні
| - Гірськолижний спорт - Лижні гонки |

### Командні
| - Хокей - Лижні гонки |

## Країни-учасники
У XIII Зимових дефлімпійських іграх взяли участь спортсмени з 18 країн :
| - Австрія - Велика Британія - Німеччина - Італія - Канада - Литва |  | - Норвегія - Росія - Словаччина - Словенія - США - Фінляндія |  | - Чехія - Франція - Швейцарія - Швеція - Естонія - Японія |

## Нагороди
Країна господар (Фінляндія)
| Місце    | Країна          | Золото | Срібло | Бронза | Загалом |
| -------- | --------------- | ------ | ------ | ------ | ------- |
| 1        | Росія           | 4      | 1      | 4      | 9       |
| 2        | Норвегія        | 2      | 1      | 0      | 3       |
| 3        | Австрія         | 3      | 4      | 1      | 8       |
| 4        | Велика Британія | 2      | 1      | 0      | 3       |
| 5        | Словаччина      | 1      | 2      | 4      | 7       |
| 6        | США             | 1      | 0      | 2      | 3       |
| 7        | Італія          | 1      | 0      | 1      | 2       |
| 8        | Франція         | 1      | 0      | 0      | 1       |
| 9        | Швеція          | 0      | 2      | 1      | 3       |
| 10       | Фінляндія       | 0      | 2      | 0      | 2       |
| 11       | Німеччина       | 0      | 1      | 0      | 1       |
| 11       | Канада          | 0      | 1      | 0      | 1       |
| 13       | Чехія           | 0      | 0      | 2      | 2       |
| Загалом: | Загалом:        | 15     | 15     | 15     | 45      |